# Biomicroscopio Ocular

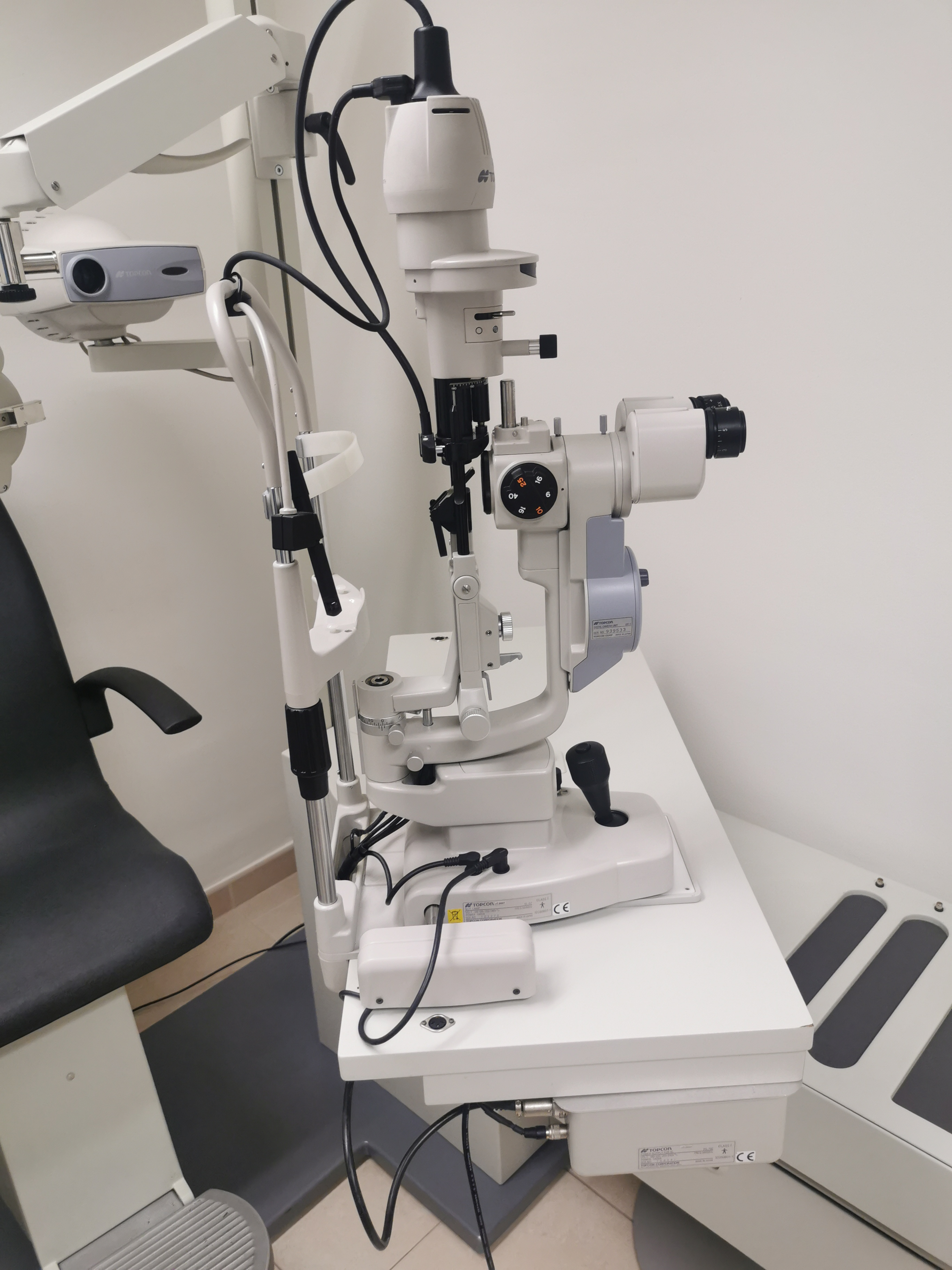
Biomicroscopio Ocular.

Un biomicroscopio ocular es un instrumento óptico utilizado para la observación del ojo, permitiéndonos ver los detalles a nivel externo e interno del globo ocular y sus anexos. Se compone de un sistema de observación y un sistema de iluminación. El sistema de observación consta de un microscopio binocular de pocos aumentos (entre 5x y 40x). El sistema de iluminación consta de una lámpara de hendidura, esta lámpara se basa en una fuente de iluminación de intensidad variable proyectada a través de una ranura ajustable otorgándonos la posibilidad de ver el ojo paciente en tres dimensiones. Las estructuras que podemos visualizar se dividen en tres secciones: la sección anterior (parpados, conjuntiva, cornea e iris), la sección media (cristalino y humor vítreo) y la sección posterior (retina, nervio óptico, arterias y venas).

## Historia del biomicroscopio ocular
En el año 1820 aproximadamente, Purkinje (anatomista y fisiólogo) fue una de las primeras personas en utilizar la microscopia en el ojo, uso una fuente de iluminación para iluminar el iris.
En el año 1855, el alemán Richard Liebreich (1830 – 1917; oftalmólogo y fisiólogo) comenzó estudios para un nuevo instrumento juntando un sistema de observación con una fuente de iluminación sobre el punto de examen, su objetivo era observar los cambios patológicos del ojo.
Entre el 1864 – 1870, el francés Luis de Wecker (1832 – 1906; oftalmólogo y médico) combinó un ocular, un objetivo y una lente condensadora dentro de un tubo, así nació el primer biomicroscopio monocular. Alrededor de 1890, el alemán Siegfried Czapski (1861 – 1907; físico y óptico) agregó la binocularidad a este biomicroscopio. Pero la iluminación utilizada era demasiado pobre como para poder observar el ojo con detalle.
Allvar Gullstrand (1862 – 1930; oftalmólogo y médico), creó el primer biomicroscopio ocular con la iluminación adecuada para poder examinar el ojo de manera clínica. Los biomicroscopios actuales son muy parecidos a los primeros diseños, entre los elementos básicos que los componen encontramos un sistema de observación binocular con diversos aumentos, un sistema de iluminación basado en una proyección Kohler y un sistema mecánico facilitando la realización del examen.
Hace falta mencionar la variedad de nombres que recibe este instrumento: biomicroscopio ocular, lámpara de hendidura o lámpara de Gullstrand.

## Partes del biomicroscopio ocular
El biomicroscopio está compuesto de diferentes sistemas, donde cada sistema tiene diferentes componentes que en conjunto lo hacen funcionar correctamente. 
Se divide en dos sistemas: sistema de observación y sistema de iluminación.

### Sistema de observación
En el biomicroscopio ocular, su composición de la óptica básica en el sistema de observación es muy similar a la del microscopio. Ambos se componen de objetivos y oculares, pero a diferencia del microscopio, el biomicroscopio tiene un sistema inversor compuesto por prismas de Porro proporcionando una imagen derecha. Esta diferencia es muy necesaria para la observación clínica del ojo paciente.
Esteromicroscopio: Gracias al sistema de observación duplicado (compuesto por objetivo, anteojo de galileo, sistema inversor y ocular) nos proporciona una imagen fusionada de manera binocular teniendo así visión estereoscópica. Son dos sistemas acoplados (uno para cada ojo). La distancia binocular se puede regular.
Sistema de aumentos: El valor del aumento (M) se puede calcular como en un microscopio tradicional, multiplicando el aumento del objetivo (mob) por el aumento del ocular (Moc). 
M = mob × Moc
Cambiando tanto el objetivo como el ocular, podemos cambiar el valor del aumento total. El rango de aumentos puede variar entre 5x y 40x. Como en todo sistema óptico, a mayores aumentos, menores serán su campo visual y su profundidad de foco.
Hay dos tipos de sistemas de observación: 
Basados en un microscopio clásico: Su composición óptica es muy similar, la diferencia es el sistema inversor que presenta el biomicroscopio. Presentan dos aumentos que se intercambian accionando una palanca cerca del ocular, el valor de estos dos aumentos viene dado por dos objetivos intercambiables. Si se quiere aumentar el rango disponible de aumentos, se puede cambiar los oculares por unos de mayor aumento.
Basados en un sistema intercambiador de aumentos con anteojo de Galileo: Con la incorporación de un anteojo de Galileo cambia el funcionamiento óptico anteriormente mencionado, como el anteojo de galileo necesita que la luz le llegue de manera paralela, el ojo paciente se debe situar en la focal objeto del objetivo para que así los rayos de luz salgan paralelos del objetivo hacia el anteojo. Consecuentemente, los rayos salen de forma paralela del anteojo, entonces se necesitará una lente 
focalizadora para formar una imagen intermedia sobre la focal objeto del ocular y así evitar que el observador acomode.
Se puede acoplar más de un anteojo de Galileo con un sistema intercambiador de aumentos para así aumentar el número de aumentos disponibles (5 aumentos). Los aumentos se cambiarían con una rueda.
Cuando utilizamos un sistema intercambiador con anteojo de Galileo, la fórmula mencionada anteriormente para el cálculo del valor total de aumentos se ve afectada.
M = M(ob+Galileo)×Moc

### Sistema de iluminación
El sistema de iluminación está formado por un sistema de proyección con una rendija y un sistema de iluminación Köhler. Gracias a esta configuración se consigue una iluminación uniforme y regular en el ojo paciente a observar.
Lámpara de hendidura: adquiere este nombre debido a la posibilidad de hacer una hendidura para así poder realizar las diferentes técnicas de exploración y observar las diferentes capas que componen el globo ocular.
Iluminación Köhler: La fuente de luz se combina con la lente condensadora y se forma la imagen de la fuente de luz sobre el objetivo de proyección, evitando así, la formación de la imagen en el ojo paciente. Esta configuración proporciona una iluminación de intensidad uniforme (sin sombras) y regular sobre el ojo paciente.
Filtros:
- Lente colimadora: Desenfoca la imagen de la rendija y difunde la luz de manera más extensa para una observación más general.
- Filtro verde: Mejora el contraste de la vascularización.
- Filtro azul cobalto: Utilizado para evaluar la lágrima con fluoresceína.
- Filtro polarizado: Evita reflejos especulares.
- Filtro neutro: Disminuye el brillo para evitar molestias al paciente.
Click-off: Permite que el sistema de observación y el de iluminación no coincidan en el mismo punto focal, se utiliza para técnicas de iluminación indirecta.
La mayoría de instrumentos presentan un sistema mecánico para poder realizar las medidas correctamente. En el biomicroscopio es importante este sistema para hacer coincidir el sistema de observación y el de iluminación, pasando de un ojo al otro sin molestar al paciente. Como en todos los instrumentos de observación ocular, se requiere que el paciente este quieto para facilitar el examen al observador, con la ayuda de una mentonera y un apoya frentes conseguiremos estabilizar al paciente.
Primero se pondrán en estación los oculares moviéndolos de fuera a dentro para así evitar acomodar durante la observación. Como el doble sistema de observación puede rotar sobre un eje, esto permitirá ajustar la distancia entre los dos oculares, por último, se colocará al paciente ajustando la altura de los ojos justo donde está el sistema de observación.

## Técnicas de exploración
Con el biomicroscopio se pueden realizar varias técnicas de iluminación para la exploración de diferentes estructuras oculares. En este apartado se explicarán todas las técnicas que se pueden realizar para visualizar estructuras corneales.
Hay que tener en cuenta que no se hablarán de dos técnicas ya que no son utilizadas para la exploración de estructuras corneales, estas dos técnicas son:  Iluminación directa: haz cónico e Iluminación directa: iluminación tangencial.